# 筑紫野ベレッサ
筑紫野ベレッサ（ちくしのベレッサ）は、福岡県筑紫野市にある商業施設である。

## 概要
1993年5月18日に東急ストアの運営する、「筑紫野とうきゅう」として開店。地下2階、地上3階の5フロアで展開。当時地下2階にはメリーゴーランドやゲーム、2スクリーンのビデオシアターなどを設置した娯楽施設が存在した。
東急グループの住宅開発の関係で出店したが、イオン二日市店やゆめタウン筑紫野などのショッピングセンターが近隣に相次いで開業した結果売り上げが低迷。赤字が続くようになり、2007年3月に閉店した。なお、東急ストアは九州地方において、この店舗以外の出店は無かったため、これにより東急ストアは九州から撤退した。
その後、同年10月31日に、現在まで続く「筑紫野ベレッサ」として再開業した。当時はサンリブ筑紫野ベレッサを核テナントとするショッピングセンターであったが、サンリブは2012年10月に閉店。現在はルミエールが事実上の核テナントとなっている。

## 沿革
- 1993年（平成5年）5月18日 - 「筑紫野とうきゅう」開店。
- 2006年（平成16年）
  - 3月31日 - 映画館「筑紫野とうきゅうシネマ」閉館。以後「ワーナー・マイカル・シネマズ筑紫野」（現：イオンシネマ筑紫野）が2008年（平成20年）12月5日にオープンするまで2年8カ月間、筑紫野市内に映画館が存在しなくなる[5]。
- 2007年（平成19年）
  - 3月 - 「筑紫野とうきゅう」閉店。
  - 10月31日 - 筑紫野ベレッサ開業。
- 2012年（平成24年）
  - 10月 - 核テナントのサンリブ筑紫野ベレッサが閉店。
  - 12月6日 - サンリブ跡にルミエールなどが開業[6]。
- 2022年（令和4年）
  - 8月28日 - 3階にあった室内遊園地「ファンタジーキッズリゾート筑紫野店」（2012年6月30日開業[7]）がこの日をもって10年2カ月の営業を終える[8]。
- 2023年（令和5年）- 「筑紫野とうきゅう」から通算して開業30周年を迎える。

## 主なテナント
詳しくはショップ一覧を参照。